# Joaquim Norberto de Sousa Silva
Joaquim Norberto de Sousa Silva (Rio de Janeiro, 6 de junho de 1820 – Niterói, 14 de maio de 1891) foi um escritor e historiador brasileiro do período romântico, mais conhecido por sua obra de 1861, Brasileiras Célebres, que assinou como J. Norberto de S. S..
Era membro do Instituto Histórico e Geográfico Brasileiro (IHGB), entidade que presidiu de 1886 até sua morte.

## Biografia
Autodidata, sua cultura não era contudo sólida, de forma que sua produção é considerada "medíocre" ou "insignificante"; a despeito disso seus estudos sobre as origens literárias brasileiras, memórias históricas e um bom estudo sobre a Conjuração Mineira fazem com que seja, logo depois de Varnhagen, como um dos precursores da história literária do Brasil; seu trabalho original é, assim, de pouco valor, mas suas pesquisas fizeram com se preservassem as produções dos autores coloniais, até então dispersas e difíceis de encontrar.
Na revista do IHGB colaborou na seção "Biografias de brasileiros distintos ou de indivíduos ilustres que bem servissem o Brasil", nela introduzindo biografias de mulheres brasileiras que a seguir reuniu na sua obra Brasileiras Célebres. Foi ali quem primeiro propôs o ingresso de mulheres na entidade, sem sucesso entretanto.